# Croix de Joseph
 (avril 2023).
Si vous disposez d'ouvrages ou d'articles de référence ou si vous connaissez des sites web de qualité traitant du thème abordé ici, merci de compléter l'article en donnant les références utiles à sa vérifiabilité et en les liant à la section « Notes et références ».

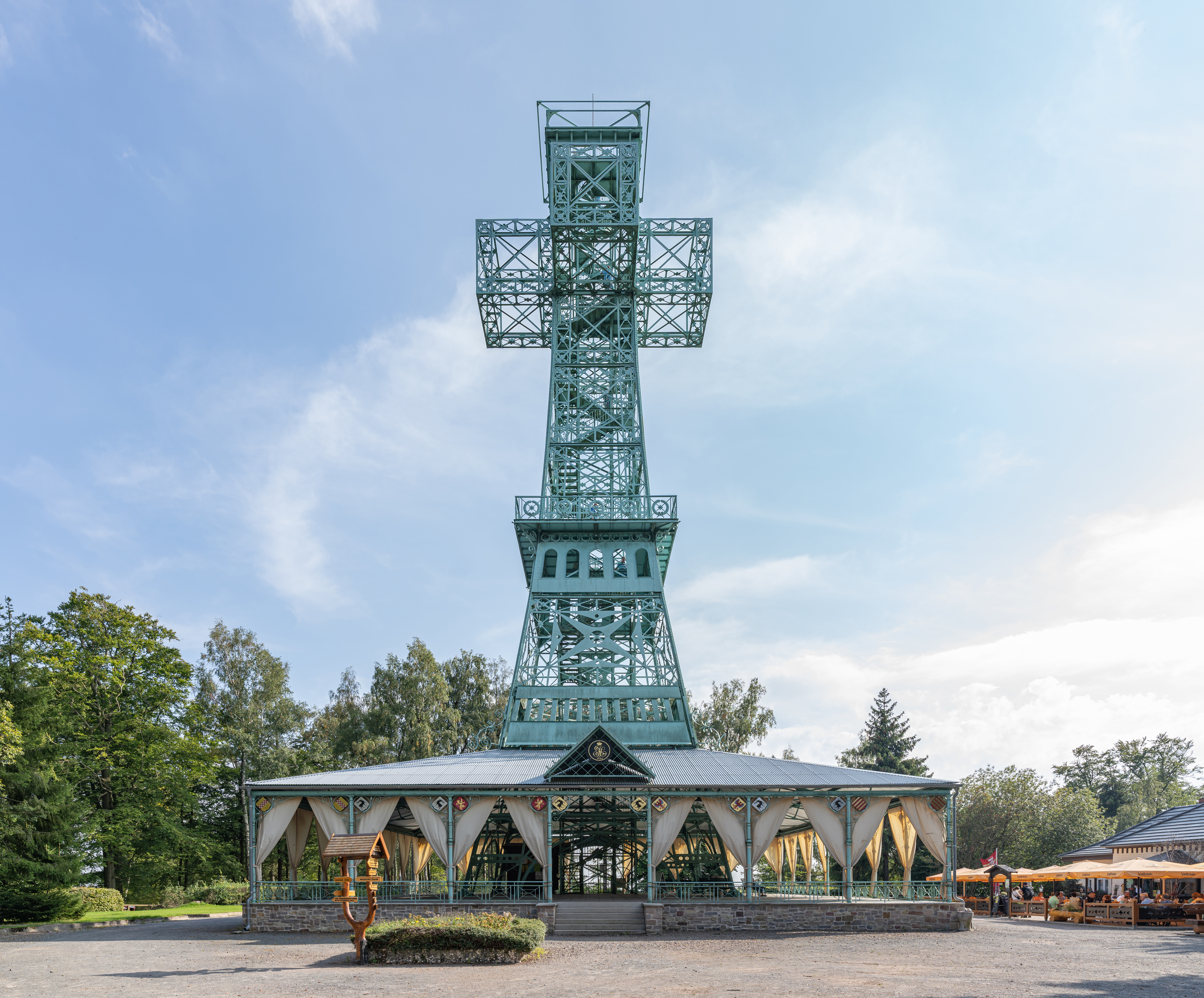
Croix du comte Joseph

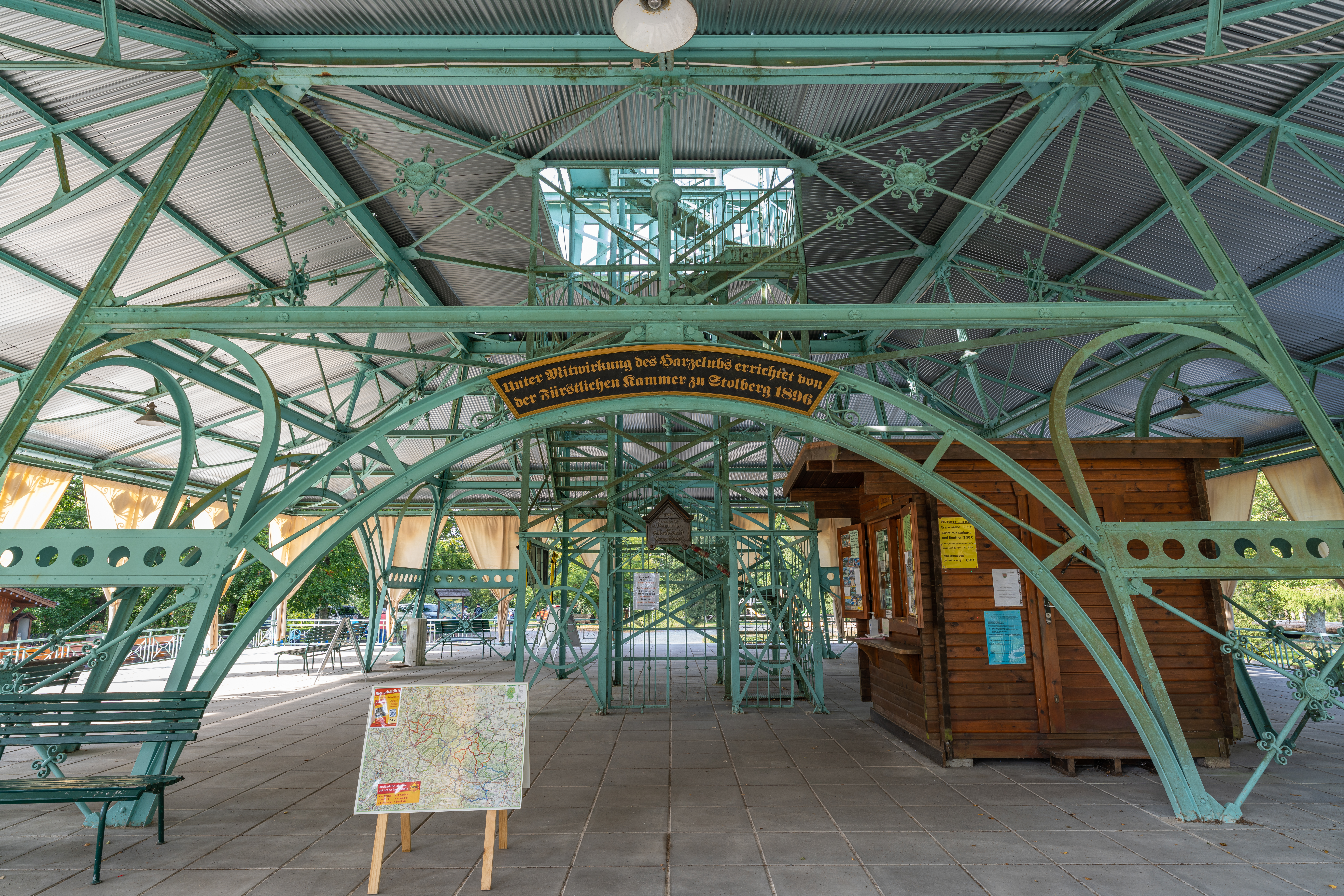
Entrée de la Croix du comte Joseph

La Croix du comte Joseph est une tour panoramique de 38 m de haut, construite sur le Grand Auerberg (de) (alt. 580 m), entre Stolberg (Harz) et Straßberg (Harzgerode) en Allemagne. Construite en treillis d'acier, elle a une forme de croix double, pèse entre 123 tonnes et 125 tonnes et tient debout grâce à environ 100 000 rivets.

## Histoire
Le grand Auerberg disposait déjà d'une tour au XVIIe siècle. Celle-ci se délabra progressivement et dut être démolie en 1768. En 1832, le comte Joseph-Théodore de Stolberg-Stolberg (de) chargea l'architecte berlinois Karl Friedrich Schinkel de construire une nouvelle tour en bois que réalisa un charpentier de Stolberg. Le gros œuvre fut terminé le 24 septembre 1833 et la tour inaugurée le 21 juin 1834. En l'honneur du mécène elle fut appelée Croix du comte Joseph. Elle ne possédait pas d'escaliers et on ne pouvait y monter qu'avec des échelles. Vers 1850, il fallut restaurer les bras de la croix et en juin 1880, un impact de foudre détruisit le bâtiment.
La reconstruction commença le 20 avril 1896 sur un projet d'Otto Beisswänger. La forme de croix double fait référence aux travaux de Schinkel, mais doit une grande partie de son aspect à la tour Eiffel. Des éléments ont même été copiés de cette dernière, comme les arcs entre les pieds. Les frais de construction s'élevèrent à 50 000 marks, supportés par la famille princière de Stolberg et le Harzklub (de). La nouvelle croix fut inaugurée le 9 août 1896.
La structure de la croix se dégrada progressivement au cours du XXe siècle. Son accès fut fermé aux visiteurs en 1987. Des travaux en 1989 ont permis une réouverture le 28 août 1990.